# 敷生飛行場
敷生飛行場（しきふひこうじょう）とは、北海道白老郡白老町北吉原に存在した大日本帝国陸軍の軍用飛行場。陸上飛行場で、1200m×150mのマカダム舗装滑走路面を持ち、小型無蓋掩体を12基を備えていた。

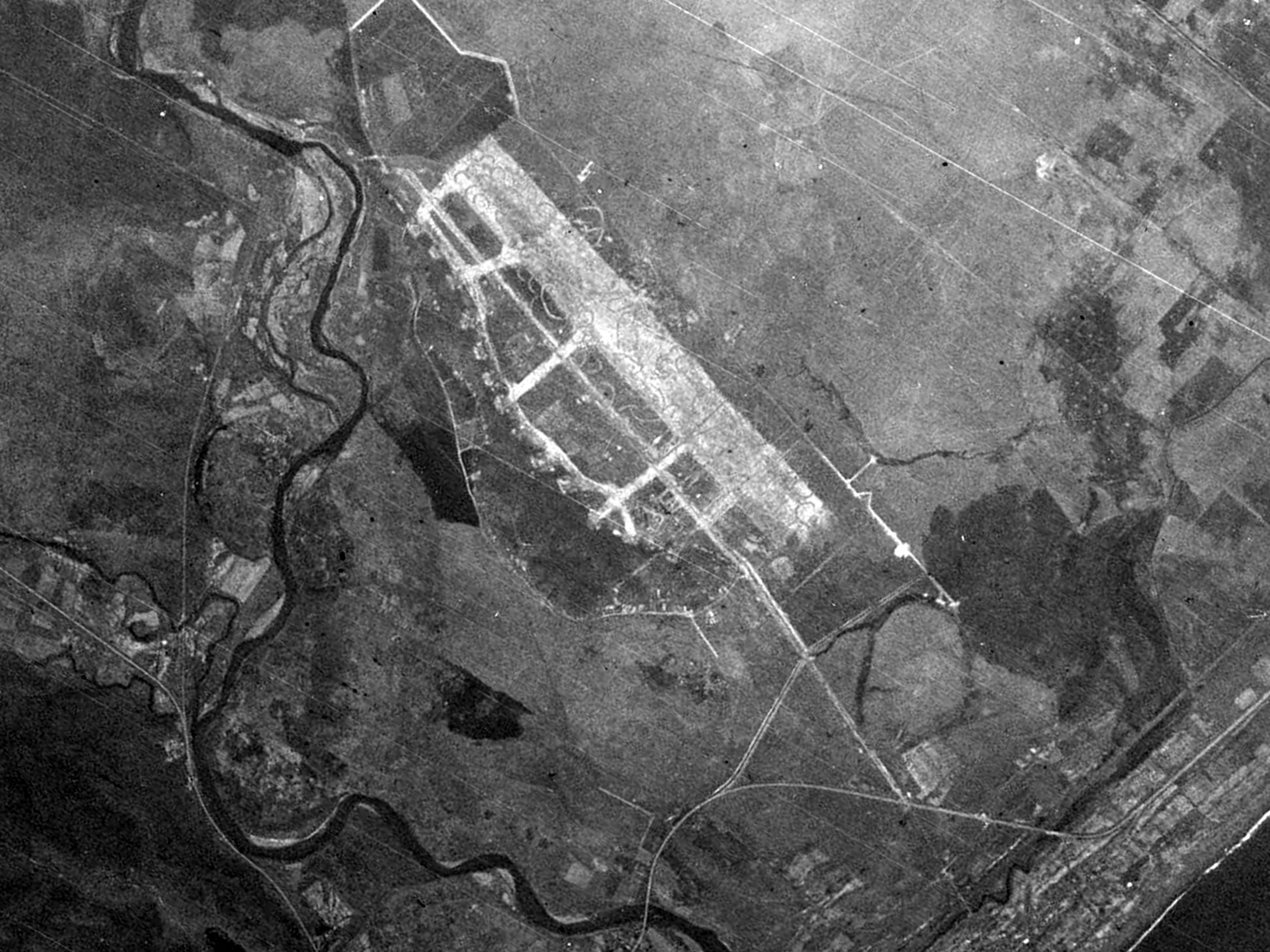
敷生飛行場跡（1947年）

## 沿革
- 1943年10月10日 - 着工。
- 1943年12月21日 - 完成。
- 1945年 - 終戦。戦後は放棄され荒地となった。